# Slogtjärnen (Grangärde socken, Dalarna)
Slogtjärnen är en sjö i Ludvika kommun i Dalarna och ingår i Norrströms huvudavrinningsområde.